# Øksfjord
Øksfjord is het administratieve centrum van de gemeente Loppa in de provincie Finnmark, in het uiterste noorden van Noorwegen.
Het plaatsje heeft 510 (2005) inwoners. Øksfjord wordt dagelijks aangedaan door de Hurtigruten. In de directe nabijheid van het plaatsje ligt de gletsjer Øksfjordjøkelen, Het is de enige gletsjer in Noorwegen waarvan de ijstong tot aan de zee reikt, of in dit geval aan de Jøkelfjord in de Provincie Troms. De gletsjer heeft een oppervlakte van circa 43 km².